# Hjortshøj (plaats)
Hjortshøj is een plaats in de Deense regio Midden-Jutland, gemeente Aarhus, en telt 2734 inwoners (2007).